# Borovo, Croația
Borovo (în sârbă Борово), numit anterior Borovo Selo (Борово Село), este un sat și o municipalitate în Slavonia Orientală, Cantonul Vukovar-Srijem, Croația. Este localizat pe malul Dunării, la granița cu Serbia, și are o populație de 5,360 persoane, conform recensământului din 2001, majoritatea fiind etnici  sârbi (86.56%).

## Geografie

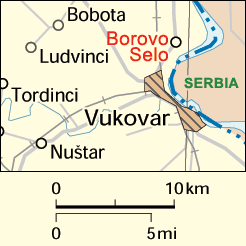

Satul Borovo se află la câțiva kilometri mai la nord de Vukovar și de cartierul industrial nord-vestic al acestuia, Borovo Naselje (colonia Borovo), care îi poartă denumirea. 

## Istoric
În 1991, Borovo s-a aflat pentru scurtă vreme în atenție ca loc de desfășurare al asasinatelor de la Borovo Selo.